# 梓官 (大字)
梓官，是臺灣高雄市梓官區的一個傳統地域名稱，也是全區行政中心所在地，位於該區北部。相較於今日行政區，其範圍大致包括中崙里、梓信里、梓義里不含西南端、梓和里不含西端、梓平里東大半部不含南部東側凸出部分及其鄰近地區。
本地區境內主要聚落為梓官、中崙，設有梓官國中、梓官國小。

## 歷史
台灣日治初期，梓官地區為一街庄，稱為「梓官庄」（舊制街庄），隸屬於仁壽上里。該庄昔日北與彌陀港庄、石螺潭庄為鄰，東北與白米庄為鄰，東隔典寶溪與五里林庄、頂鹽田庄為界，南邊及西南邊為大舍甲庄，西邊及西北邊為漯底庄。
1901年（日治明治三十四年）11月11日，全台廢縣廳改設二十廳，該庄隸屬於鳳山廳。1904年（明治三十七年）5月3日，該庄編入「梓官區」，隸屬於鳳山廳。1909年（明治四十二年）10月25日，全台合併二十廳為十二廳，梓官區改隸屬於臺南廳。1920年（大正九年）10月1日，全台地方制度大改正，廢十二廳改設五州二廳，該庄改制為「梓官」大字，隸屬於高雄州岡山郡彌陀庄（新制街庄）。
戰後彌陀庄改制為彌陀鄉，隸屬於高雄縣，大字亦改制為村。1950年（民國39年）3月1日，彌陀鄉拆分出永安鄉，本地區仍隸屬於彌陀鄉。同年10月1日，高、屏分治，彌陀鄉仍隸屬於高雄縣。1951年（民國40年）4月20日，彌陀鄉再拆分出梓官鄉，本地區改隸屬於梓官鄉。2010年（民國99年）12月25日，高雄縣、市合併為直轄高雄市，梓官鄉改制為梓官區，村亦改制為里。

## 聚落
本地區發展較早的聚落為梓官、中崙，在日治初期的官方地圖上已有記載。

## 交通
省道台17線又稱「西部濱海公路」，是甲南至水底寮的幹道，經過本地區的梓官聚落西側。由該道路北行可前往彌陀區、永安區東部、路竹區西端、湖內區西南端等地；南行可前往橋頭區西南端、楠梓區、左營區、鼓山區等地。
省道台19甲線是鹽水至赤崁的幹道，經過本地區的梓官聚落。由該道路北行可前往岡山區、阿蓮區、關廟區、新化區等地，南行可前往梓官區西南部，並止於赤崁地區的區道高23線路口。
區道高25線是劉厝至梓官的道路，其南側端點（終點）位於本地區中部略偏東北、梓官聚落北郊的省道台19甲線路口。
區道高26線是南寮至石潭的道路，其東側端點（終點）位於本地區北部邊界地帶略偏東。該道路在本地區的部分路段與省道台17線共線。
區道高30線是梓官至橋頭的道路，其西側端點（起點）位於本地區中部略偏西南、梓官聚落西側的省道台17線路口，由此向東穿越梓官聚落後，會經過本地區東部的中崙聚落。

## 學校
- 梓官國中
- 梓官國小

## 公務機關
- 梓官區公所
- 高雄市梓官戶政事務所
- 高雄市政府警察局岡山分局梓官分駐所
- 高雄市政府消防局第四大隊梓官消防分隊